# フェライト系ステンレス鋼

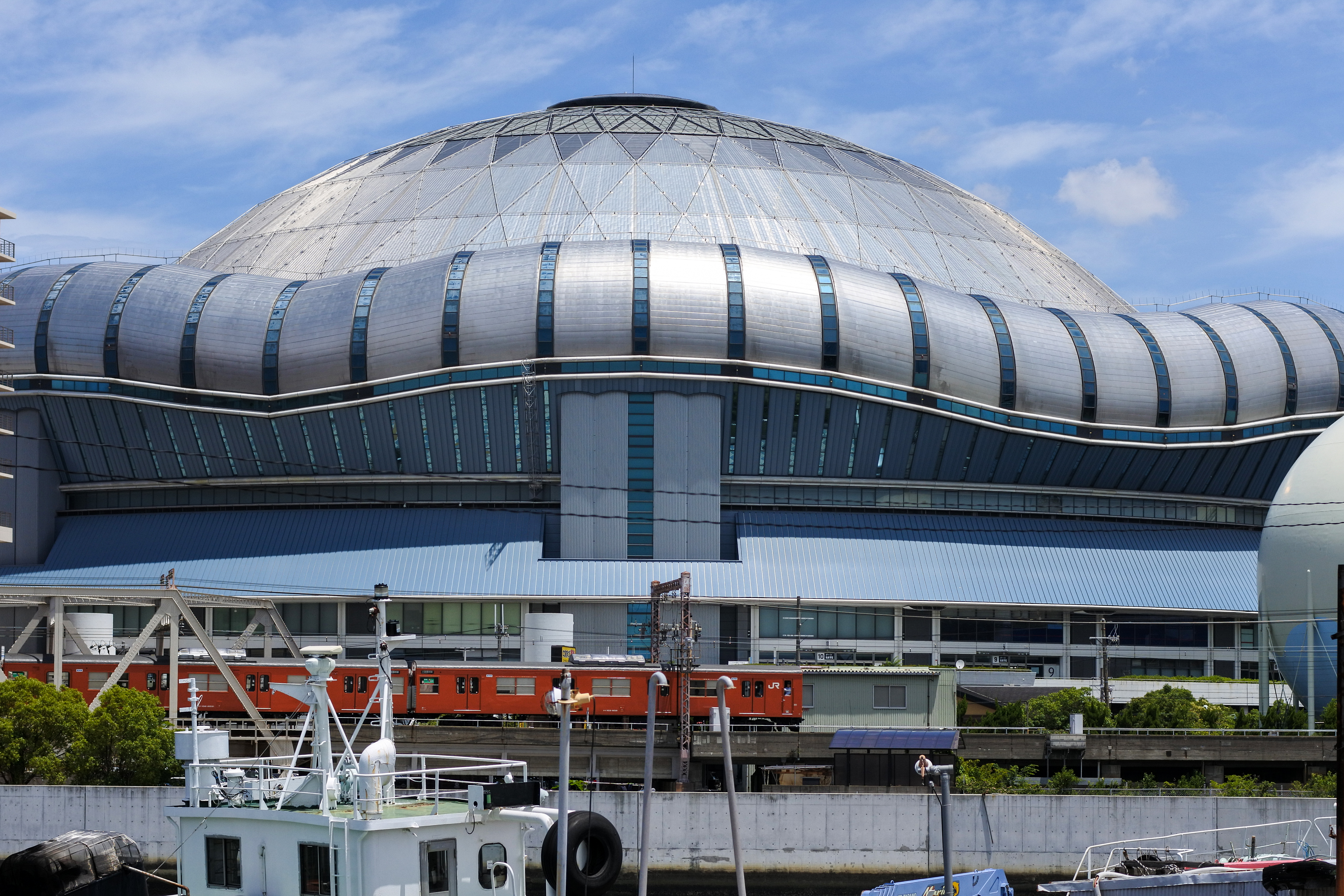
大阪ドームのステンレス製の屋根外板にはフェライト系ステンレス鋼（SUS445J2ダル仕上げ）が用いられている。

フェライト系ステンレス鋼（フェライトけいステンレスこう）とは、常温でフェライトを組織とする組成を持つ、ステンレス鋼の一種である。ステンレス鋼における金属組織別分類の1つで、他には「マルテンサイト系ステンレス鋼」「オーステナイト系ステンレス鋼」「オーステナイト・フェライト系ステンレス鋼」「析出硬化系ステンレス鋼」の4つがある。フェライト系はステンレス鋼の耐食性を生み出すクロムを主成分として含み、「クロム系ステンレス鋼」に分類される。
フェライト系の中にも様々なバリエーションの鋼種があり、クロム以外では、モリブデン、ニオブ、銅、チタンなどの合金元素が性能向上のために添加される。クロム含有量は、フェライト系の代表的鋼種の場合で 18 %（質量パーセント濃度）程度である。日本工業規格（JIS）で制定されているものとしては、SUS430が代表例である。特に、炭素および窒素の含有量を 0.03 % 以下のような極低量まで低減してチタンやニオブなどの炭化物安定化元素を添加し、耐食性や加工性を従来のフェライト系ステンレス鋼よりも高めた鋼種を高純度フェライト系ステンレス鋼と呼ぶ。
フェライト系は高い強度を持つほうではないが、ステンレス鋼の中では廉価な鋼種である。一般的な鋼と同じく、磁性を持つ。代表的・標準的な鋼種で比較すると、フェライト系の耐食性はステンレス鋼の中では高いほうではない。一方で、高純度化や合金元素の添加により、高い耐食性を持つフェライト系の鋼種もある。

## 基本組織と組成

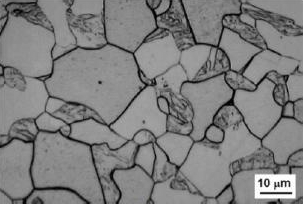
AISI430の顕微鏡組織写真。950℃昇温後空冷の焼なまし材。

フェライト系ステンレス鋼は、その名称のとおり、常温での主な金属組織が体心立方格子構造のフェライト相である鋼である。900 ℃ から 1200 ℃ の高温の状態では、フェライト単一相またはフェライトと少量のオーステナイト相の2相から成る。フェライト系に分類されるものであれば、高温でオーステナイトが現れるものでも焼なましを適切に施すことによってフェライト単相にすることができる。クロム炭化物や窒化物が析出する。組成や熱処理によっては、フェライト系に分類されるものの中でもオーステナイト相やマルテンサイト相を常温でいくらか含むものもある。
ステンレス鋼の耐食性はクロムの含有によって現れる。フェライト系ステンレス鋼の場合、含有されるクロムの量はおよそ 11 % から 32 % 程度まで亘る。クロム含有量 18 %（質量パーセント濃度）がフェライト系の代表的鋼種の含有量である。規格に制定されているものとしてはAISI・ASTMの430やJISのSUS430が代表的鋼種で、18クロムステンレス、18-0ステンレス鋼、18Cr鋼、17Cr系などとも呼ばれる。フェライト系標準鋼種SUS430とそれに等価な鋼種について、各規格で定められた組成を以下の表に示す。
| 規格 | 材料記号     | C        | Mn       | P         | S         | Si       | Cr        | Ni       |
| ---- | ------------ | -------- | -------- | --------- | --------- | -------- | --------- | -------- |
| ISO  | X6Cr17       | 0.08以下 | 1.0以下  | 0.040以下 | 0.030以下 | 1.0以下  | 16.0–18.0 | -        |
| EN   | 1.4016       | 0.08以下 | 1.00以下 | 0.040以下 | 0.030以下 | 1.00以下 | 16.0–18.0 | -        |
| ASTM | 430 (S43000) | 0.12以下 | 1.00以下 | 0.040以下 | 0.030以下 | 1.00以下 | 16.0–18.0 | 0.75以下 |
| JIS  | SUS430       | 0.12以下 | 1.00以下 | 0.040以下 | 0.030以下 | 0.75以下 | 16.0–18.0 | -        |

鉄・クロム系2元状態図。左端の閉じた γ（オーステナイト）の存在領域がγ ループ。

鉄・クロム系2元状態図によると、クロム濃度ゼロ%ではおよそ 900 ℃ から 1400 ℃ の範囲で組織はオーステナイトとなる。クロム濃度がゼロから高まっていくと、オーステナイトが存在する温度域は狭くなっていき、ついにはオーステナイト存在領域は消失して、組織は融点までフェライト単相となる。このオーステナイト（γ 相）の存在領域は、「γ ループ」とよばれる。一般的には、融点までフェライト単相のフェライト系を得るには、クロム濃度約 13 % 以上が必要となる。ただし、炭素と窒素の含有量が増えていくと、γ ループが高クロム濃度の領域まで広がる。例えば、炭素 0.004 %、窒素 0.002 % であればγ ループはクロム 11 % 程度までの広さだが、炭素 0.05 %、窒素 0.025 % であればγ ループはクロム 28 % 程度まで広がる。
炭素および窒素の含有量を 0.03 % 以下のような極低量まで低減してチタンやニオブなどの炭化物安定化元素を添加し、耐食性や加工性を従来のフェライト系ステンレス鋼よりも高めた鋼種を高純度フェライト系ステンレス鋼と呼ぶ。高純度フェライト系ステンレス鋼の場合は、組織は融点までフェライト単相となる。JISでは、SUS444などが高純度フェライト系ステンレス鋼の代表例である。高純度フェライト系ステンレス鋼の一つであるSUS444とそれに等価な鋼種について、各規格で定められた組成を以下の表に示す。
| 規格 | 材料記号     | C          | Mn        | P          | S          | Si        | Cr         | Ni        | N          | Mo         | その他            |
| ---- | ------------ | ---------- | --------- | ---------- | ---------- | --------- | ---------- | --------- | ---------- | ---------- | ----------------- |
| ISO  | X2CrMoTi18-2 | 0.025 以下 | 1.0 以下  | 0.040 以下 | 0.015 以下 | 1.0 以下  | 17.0– 20.0 | -         | 0.025 以下 | 1.80– 2.50 | Ti・Nb 量規定     |
| EN   | 1.4521       | 0.025 以下 | 1.00 以下 | 0.040 以下 | 0.015 以下 | 1.00 以下 | 17.0– 20.0 | -         | 0.030 以下 | 1.80– 2.50 | Ti量 規定         |
| ASTM | 444 (S44400) | 0.025 以下 | 1.00 以下 | 0.040 以下 | 0.030 以下 | 1.00 以下 | 17.5– 19.5 | 1.00 以下 | 0.035 以下 | 1.75– 2.50 | Ti・Nb 量規定     |
| JIS  | SUS444       | 0.025 以下 | 1.00 以下 | 0.040 以下 | 0.030 以下 | 1.00 以下 | 17.0– 20.0 | -         | 0.025 以下 | 1.75– 2.50 | Ti・Nb・Zr 量規定 |

## 特性

### 耐食性
上記のとおり、ステンレス鋼の耐食性はクロムの含有によって現れる。クロムによって鋼表面に不働態被膜とよばれるクロム酸化物の緻密で安定な膜が形成され、表面を腐食から保護する。クロム含有量が増えるほど、耐食性および耐酸化性は向上する。付与される合金元素によるが、フェライト系ステンレス鋼の耐食性はオーステナイト系ステンレス鋼と大雑把には同等といえる。ただし、JISにおけるフェライト系の代表的鋼種であるSUS430とJISにおけるオーステナイト系ステンレス鋼の代表的鋼種であるSUS304を比較すると、孔食に対してはSUS430の方が耐食性に劣る。
ステンレス鋼の耐食性は、組織の結晶構造がオーステナイトであるかフェライトであるかよりも、含有される元素の影響が大きい。影響の大きな合金元素は主にクロムとモリブデンで、それらの添加量がフェライト系の耐食性を主に左右するといえる。同じ量のクロムとモリブデンが添加されたオーステナイト系とフェライト系であれば、それぞれの耐食性はおおむね同程度といえる。ただし、局部腐食の場合は、溶接、加工、熱処理などのあとの金属組織の状態も影響する。モリブデンの添加は、とくに孔食と隙間腐食に有効である。モリブデンを含有したフェライト系の鋼種には、SUS304を上回る耐孔食性を持つものもある。
一般に広く使われているオーステナイト系ステンレス鋼は、ハロゲン化物イオン（第17族元素の陰イオン）を含む水溶液中で引張りの力を受けるとき応力腐食割れの可能性がある。フェライト系ステンレス鋼はこのような塩化物応力腐食割れの可能性が小さいという長所を持つ。応力腐食割れに対する抵抗は、組織の結晶構造よりも添加元素の影響が大きいと考えられている。42%濃度塩化マグネシウム沸騰溶液中での鉄・クロム・ニッケル合金の実験結果によると、ニッケルの含有量が極小あるいは一定以上になると応力腐食割れが起こりにくくなる。フェライト系は基本的にはニッケルを含有しない。これがフェライト系の応力腐食割れ抵抗が優れている理由の1つと考えられている。

### 物理的性質
磁性は一般的な鋼と同じく強磁性を示す。広く使われているオーステナイト系ステンレス鋼が非磁性であるのとは、この点において異なっている。この違いは結晶構造に起因するもので、オーステナイト系が面心立方晶であるのに対して、フェライト系ステンレス鋼が体心立方晶であることによる。電気抵抗は、合金元素の影響で純鉄よりも大きくなる。純鉄の比抵抗が 9.7 × 10−8 Ω·m であるのに対し、JISにおけるフェライト系の代表的鋼種のSUS430で 60 × 10−8 Ω·m である。
フェライト系の密度は、一般的によく使用される鉄鋼材料の炭素鋼よりは小さい。クロム含有量が増えるにつれ、密度は低下する傾向にある。軟鋼が 7860 kg/m3 程度であるのに対し、SUS430が 7750 kg/m3 程度である。変形しにくさを表すヤング率は、軟鋼とほぼ同じである。
炭素鋼と比較すると、フェライト系の熱伝導率は低く、すなわち熱が伝わりにくい。炭素鋼が 58 W/(m·K) 程度であるのに対し、SUS430が 26 W/(m·K) 程度である。電気抵抗と同様に、合金元素の含有量が多いほど熱伝導率が低くなる。オーステナイト系と比較すると、フェライト系の方が熱伝導率は高い。熱膨張率は、オーステナイト系よりも低い。炭素鋼と比較してもフェライト系がやや低く、炭素鋼の線膨張係数が 11 × 10−6 K−1 程度であるのに対し、SUS430が 10.4 × 10−6 K−1 程度である。

### 機械的性質
フェライト系ステンレス鋼は一般的には焼なましが施されて実用に供される。800 ℃ から 1050 ℃ の温度域から空冷するのがフェライト系の基本な焼なまし処理である。500 ℃前後を徐冷させて通過すると、後述のような脆化の危険がある。フェライト系は炭素含有量が少ないため、焼入れを行っても硬化しない。低クロムのフェライト系をオーステナイト存在温度域から冷却したときにマルテンサイトが生成されることもあるが、低炭素マルテンサイトであり、硬化の程度は小さい。
焼なまし後のSUS430の例で、0.2%耐力が 333 MPa、引張り強さが 490 MPa、伸びが 30 %、ビッカース硬さが 149 HV といった機械的性質を持つ。焼なましされたフェライト系は炭素鋼などと同じく明確な降伏点を示す。他のステンレス鋼の種類と比べると、フェライト系ステンレス鋼は強度が高い鋼種ではない。フェライト系の耐力は 275 MPa から 350 MPa 程度に亘る。クロム含有量が増えるほど硬化するが、延性や靭性は低下する。

### 脆化
フェライト系ステンレス鋼は体心立方格子構造のフェライト相で構成されるため、低温では脆性破壊の危険性が高い。炭素鋼と同様に、低温域で衝撃抵抗が急激に落ちる延性-脆性遷移温度が存在する。フェライト系の低温脆性を改善するには、高純度フェライト系ステンレス鋼が有効である。
高温では、フェライト系ステンレス鋼は 300 ℃から 550 ℃程度の温度に一定時間保持されると脆化が起こる。特におよそ 475 ℃で脆化が急速に起こるため、この現象は「475℃脆化」や「475℃脆性」と呼ばれる。硬さは上昇するが、延性・靭性が低下する。475℃脆化が起きると、脆化に加えて耐食性も低下する。
475℃脆化はマルテンサイト系ステンレス鋼やオーステナイト・フェライト系ステンレス鋼でも起こるが、フェライト系の脆化現象として特筆される。クロム濃度が高いほど脆化が早く進み、クロムおよそ 15 % 程度以上から475℃脆化が問題となる。一般的には数十時間程度で発生する。38%クロム鋼の例では、10分から100分程度で脆化が起きることもある。
475℃脆化は、組織がクロム濃度が高いフェライト相とクロム濃度が低いフェライト相に分離することによって引き起こされる。高クロムフェライト相のクロム濃度は 93 % に達することもある。これらの高クロムフェライト相と低クロムフェライト相の二層分離は、スピノーダル分解によって起きると考えられている。
475℃脆化よりも上の温度域 600 ℃から 800 ℃の範囲に保持されても脆化が起きる。この脆化現象は「σ 相脆化」や「σ 脆化」、「σ 脆性」などと呼ばれ、鉄とクロムの金属化合物から成る「σ 相」の析出によって起こる。σ 相は硬いが脆く、組織中に存在すると材質を脆化させる。
σ 相脆化はフェライト系に限った現象ではなく、オーステナイト系やオーステナイト・フェライト系でも生じる。クロム含有量が多いほど σ 相は出やすくなる。また、モリブデン、ケイ素、アルミニウムの添加や冷間加工の実施によっても σ 相は析出しやすくなる。σ 相の生成速度は遅く、一般的には数百時間以上加熱保持してσ 相脆化は起きる。そのため一般的な温度で使用する範囲では σ 相脆化が問題となることはないが、高温環境で耐熱材として使用し続けるような用途では注意を要する。

## 加工

### 加工性
フェライト系ステンレス鋼の加工では、全般的にいえば普通鋼とおおむね類似の加工性をフェライト系は持っている。
張出し加工を行う場合、材料の全伸びや加工硬化度n 値が高いほど加工性が優れる。オーステナイト系ステンレス鋼はn 値が高く、張出しの加工性は優れている。張出し加工についてはフェライト系はオーステナイト系よりも劣る。張出し加工性を上げるには延性の向上が必要で、フェライト系の場合は必要な成分以外をできるだけ低減する高純度化が有効である。
絞り加工の場合は、材料の塑性ひずみ比r 値やn 値が高いほど加工性が優れる。限界絞り率はオーステナイト系よりもフェライト系の方が高く、絞り加工性はフェライト系の方が優れている。r 値の向上には、炭素・窒素含有量の低減と炭化物・窒化物形成元素であるチタン添加が有効である。
フェライト系を曲げ加工する場合、曲げRが小さい場合はオーステナイト系よりも割れが起きやすい。曲げ加工性には材料の局部伸びが影響し、非金属介在物の低減が有効である。

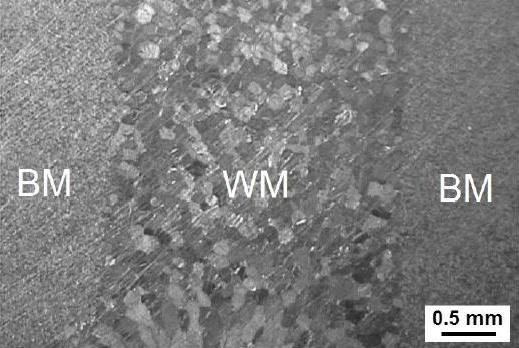
AISI430の溶接継手の組織写真。BMが母材部で、WMが溶接金属。溶接による結晶粒の粗大化が見て取れる。

フェライト系を溶接する場合は、溶接熱による475℃脆化、結晶粒粗大化による延性低下などが問題となり得る。475℃脆化は溶接後の冷却速度が遅いと起きやすいので、冷却速度を上げるなどの工夫などが行われる。フェライト系は高温でも変態しないため、加熱された部分の結晶粒が粗大化しやすい。
切削加工においては、ステンレス鋼は難切削材の1つとして知られる。特に快削性が悪いのはオーステナイト系であり、フェライト系の快削性はオーステナイト系よりは優れ、炭素鋼に近い。快削鋼のAISI B1112を基準とした被削性指数の例では、低炭素鋼のS25Cで被削性指数70、フェライト系のSUS430で被削性指数50、オーステナイト系のSUS304で被削性指数35となっている。硫黄などを添加することによってフェライト系の被削性を向上させることができる。

### 特有の加工欠陥
フェライト系ステンレス鋼に絞り加工を行うと、「リジング (ridging)」や「ローピング (roping)」と呼ばれる圧延方向に平行に走るしわ（凹凸）が発生することがある。リジングはフェライト系ステンレス鋼における代表的な加工欠陥の1つである。リジングによるしわは表面にも裏面にもでき、表で凹となる箇所は裏で凸となっており、板厚を貫通して起きている現象である。鋳造組織や熱延板組織に由来する変形挙動の異なる単位領域がフェライト系の組織中に存在することが、リジングの主原因と考えられている。フェライト系でリジングが特に起きやすいのは、フェライト系の場合はオーステナイト単相からフェライト単相への完全変態がないため問題となる単位領域が残りやすいためだと考えられている。リジングによるしわは成形品の美観を損ねるため研磨による削除を行う必要があり、製造上の大きな手間となる。さらに大きなリジングは割れの原因となることもある。チタンの添加がリジングの低減に有効な場合もあるが、主原因がステンレス鋼の製造工程と密接に関連していることもあり、根本的な撲滅は難しい面もある。
同じくフェライト系をプレス成形する際に起こうる欠陥として、「縦割れ」と呼ばれる脆性割れがある。これは普通鋼でも起きる欠陥で、縮みフランジ変形のひずみを原因とし、円筒絞り品の胴部分や角筒絞り品のコーナー部分など縮み変形が大きい箇所で起きる例が知られている。「二次加工脆化割れ」とも呼ばれ、絞りを行ったあとの二次加工時に起きることも多い。温度依存性があり、気温が低下する冬に起きやすい。加工上の対策としては、中間焼なまし実施、しわ押さえ圧上昇、加工速度低下などが行われる。材料上の対策としては、r 値向上、微量のホウ素添加などがある。

## 使用例
一般的な耐食用部材として、フェライト系ステンレス鋼は広く用いられている。フェライト系の汎用鋼種の場合は、オーステナイト系ステンレス鋼ほどの耐食性は発揮しないため、腐食環境が厳しくない用途で使われる。業務用のステンレス製厨房器具などでは、コストの面からフェライト系の使用が主流である。耐食性がさらに優れる高純度フェライト系ステンレス鋼の場合は、塩化物応力腐食割れが生じにくい点も活かして温水機器や化学プラントといった場所でも使われる。オーステナイト系と比較して線膨張係数が低い点を活かして、大型建物の屋根などの長尺材では高純度フェライト系ステンレス鋼の採用も進んでいる。
オーステナイト系はフェライト系よりも耐食性が高く、機械的性質から加工性までオールマイティーな性能を持つが、ニッケルを高濃度に含有するためコストの問題が付きまとう。フェライト系はニッケルの含有がないため廉価で、なおかつ価格は比較的安定している。そのため、要求性能を見極めつつ、オーステナイト系からフェライト系への置き換えが可能であるかしばしば検討される。世界的に見ると、日本がフェライト系の使用が特に広まっている地域であり、フェライト系鋼種の開発が進んでいる。

### 自動車
自動車では、高温および腐食環境にさらされる排気系の部品でフェライト系ステンレス鋼が活用されている。高純度フェライト系ステンレス鋼を主体にして、各部位に最適な鋼種が使用されている。
エンジン直近で高温の排ガスを受け取るエキゾーストマニホールドでは、耐食性に加えて、耐酸化性や高温強度といった耐熱性が求められる。エキゾーストマニホールドの最高使用温度はおよそ 950 ℃にも達する。さらに、エンジンの始動・停止に応じて加熱と冷却が繰り返されるエキゾーストマニホールドは、周辺部品との拘束のため熱疲労を受ける。オーステナイト系と比較するとフェライト系は熱膨張係数が低いため、熱疲労を受けにくい。また、オーステナイト系と比較して酸化スケールが乖離しづらく、耐酸化性に優れている。コストが低い点もフェライト系採用上の長所である。排ガス温度に応じて、モリブデン、ニオブ、チタンなどを添加したフェライト系の鋼種が選択されて使われている。
エキゾーストマニホールドから先の排気系部品でもステンレス鋼の使用が浸透している。エンジンに近い側の部品は高温環境となるため、耐食性の他に前述のとおり耐熱性が求められる。エンジンから遠い側の部品では耐熱性はそれほど必要なくなるが、凝縮水に対する耐食性が必要となってくる。エンジンの振動遮断のためのフレキシブルパイプでは成形性が要求されるためオーステナイト系が主に使われているが、その他のステンレス製排気系部品ではフェライト系が主体となっている。メインマフラー内部ではアンモニウムイオンや炭酸イオン、硫酸イオン、有機酸類などを含む排ガス凝縮液が発生するため、メインマフラー内部は厳しい湿食環境下に置かれる。クロム量を 18 % に高めてニオブやモリブデンを添加したフェライト系の鋼種がメインマフラ―材料に使われている。

### 家電機器

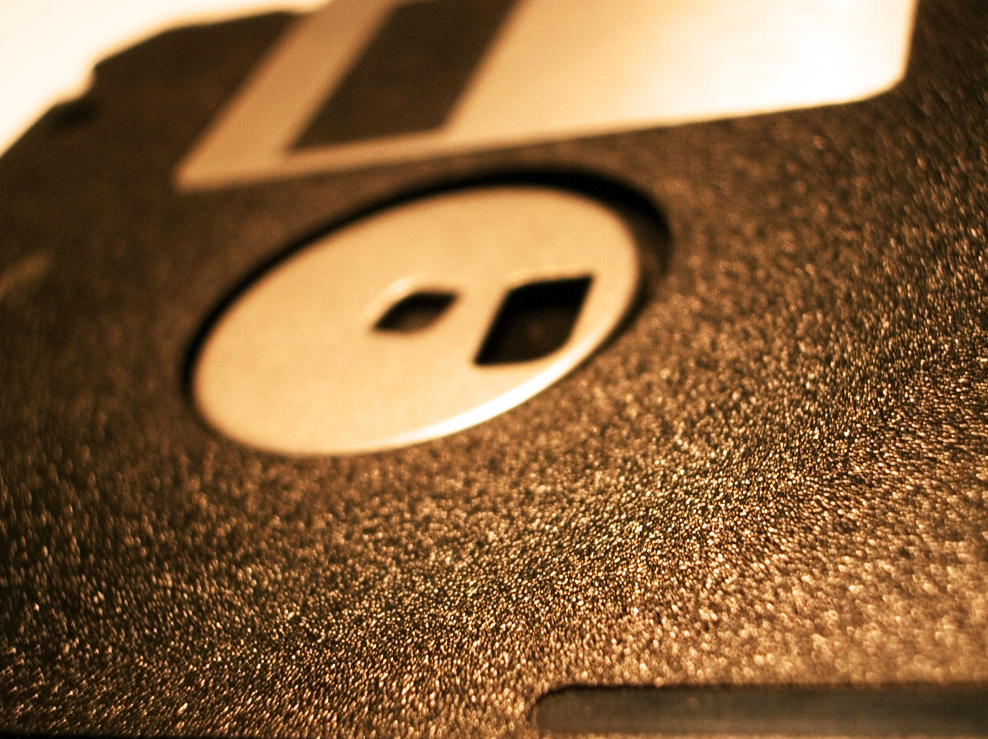
3.5インチフロッピーディスクの回転磁気シートの中心部は、主に430系製で出来ている。

家庭用温水器の貯湯タンクでは、耐応力腐食割れの長所からフェライト系がタンク材料に採用されている。日本では、オーステナイト系のSUS304を使用していた初期のステンレス製タンクでは応力腐食割れが問題となり、高耐食性のフェライト系SUS444（およびこれをベースに成分調整した鋼種）の使用が定着している。
洗濯機のドラム用材料としても、フェライト系の使用が好例として挙げられる。洗濯機ドラムは洗剤に加えてほぼ常に湿気にさらされる。高強度化・軽量化ならびに耐食性・清潔感の観点からステンレス鋼がドラム用材料に使われており、主にコスト面からフェライト系が使われている。銅、ニオブを添加して成形性・溶接性を向上させ、クロム量を増やし炭素量を少なくして耐食性を向上させたフェライト系の鋼種などで採用例がある。
フェライト系は磁性を持つため、IH調理器用の鍋類の材料にも適している。磁性があるためマグネットでメモなどを留めることもできる。コストの利点からも冷蔵庫の外板用などでも使われる。耐食性を持つ磁性体材料であることを利用して、フェライト系はかつてのフロッピーディスクでも使用されていた。主流だった3.5インチフロッピーディスクの回転磁気シートの中心部は、主に430系が使われていた。

## 歴史

### 発見者と発明者
ステンレス鋼の組織別の基本3系統として、フェライト系ステンレス鋼の他にマルテンサイト系ステンレス鋼とオーステナイト系ステンレス鋼がある。これら基本3系統は、1910年代に欧米の研究者たちによって発明された。マルテンサイト系はイギリスのハリー・ブレアリーが、オーステナイト系はドイツのベンノ・シュトラウスとエドゥアルト・マウラーが、それらを発明したとされるのが一般的である。しかしフェライト系ステンレス鋼の場合、発明者を特定の人物や組織に帰するのは難しい。
ハロルド・コブは著書で、フェライト系の最初の発見者としてフランスのレオン・ギレの名を挙げている。ギレは、ステンレス鋼基本3系統の「フェライト系」「マルテンサイト系」「オーステナイト系」に属する組成を体系的に初めて研究したとされる人物でもある。ギレは1904年に種々の組成の鉄・クロム合金の研究成果を発表した。この論文の中に現在フェライト系として規格化されている組成が既に示されている。ギレは鉄・クロム合金と鉄・クロム・ニッケル合金について研究を続け、これらの鋼種の金属組織・熱処理・機械的性質の研究の中で、フェライト相を持つグループの鋼種があることを見出している。しかし、ギレはこれら鋼種の耐食性については発見しておらず、特許を取ることもなかった。
あるいは、野原清彦はフェライト系の発明者としてフランスのアルベルト・ポルトバンの名を挙げている。ハロルド・コブもまた、ポルトバンをフェライト系のもう1人の重要な発見者として言及している。ポルトバンは前述のギレの研究を引き継ぎ、クロムの含有量が多いほどエッチングしにくいことを発見している。ただし、彼も耐食性の高い鋼として活用できることまでは言及できなかった。ポルトバンは研究を続け、1911年に低炭素高クロム鋼の研究成果を発表した。この研究で現在のAISI規格のタイプ430（JISではSUS430相当）とほぼ同等な組成であるクロム 17.38 %、炭素 0.12 % の合金について報告しており、さらに熱処理によってはこの鋼種はフェライト相組織となることについて言及している。
あるいは、遅沢浩一郎はアメリカのクリスチャン・ダンチゼンを発明者として挙げている。ハロルド・コブもまた、発明者としてではないが、フェライト系の開発におけるダンチゼンの功績を特筆している。ゼネラル・エレクトリックに勤めていた彼は、1911年から電球リード線用の材料として低炭素高クロム鋼の研究を行っていた。研究で使用された鋼種には、クロムを 14 % から 16 %、炭素を 0.07 % から 0.15 % 含有し、焼入れ硬化性がなく、現在のSUS430に相当するものがあった。この鋼種は別の新合金が開発されたためリード線用としては不要となったが、1914年から蒸気タービンブレードとして活用された。
その他には、遅沢浩一郎は、ダンチゼンの他にアメリカのエルウッド・ヘインズもフェライト系の発明者として挙げている。野原清彦は、ポルトバンの他にマルテンサイト系の発明者として知られるハリー・ブレアリーの名も挙げている。ハロルド・コブは、ダンチゼンと一緒にアメリカのフレデリック・ベケットの功績も挙げている。ここまで名を挙げたもの以外にも、フェライト系に相当すると考えられる低炭素高クロム鋼の研究や特許取得を行った人物や組織は存在していた。以上のように、フェライト系の発明の貢献者には様々な人物の名が挙げられる。

### 普及
初の商用のフェライト系ステンレス鋼は鋳造品で、1920年にシェフィールドのブラウン・ベイリーの工場で造られたとされる。クロム 12 %・炭素 0.07 % の組成から成り、現在の409系に近い鋼種であった。1920年代ごろに、フェライト系ステンレス鋼という概念が普及し、定着し出した。
フェライト系ステンレス鋼の黎明期で研究された鋼種の中では、ポルトバンが研究した17%クロム鋼が耐食性と加工性が良く、比較的低コストであったことから、フェライト系における主流の鋼種となった。1932年には、フェライト系を含む様々なステンレス鋼種を規格化したAISI規格がアメリカで発行された。1942年には、フェライト系ステンレス鋼のAISI430はボイスレコーダー用のワイヤとして採用され、第二次世界大戦中には大量のAISI430製ワイヤが使われた。
第二次世界大戦後は朝鮮戦争の発生によってニッケル不足となり、結果的にフェライト系の利用が促された。最もニッケル不足が激しかった1953年には、アメリカ内のAISI430の生産量がオーステナイト系の生産量に匹敵するほどになった。ニッケル不足が終息した後の1957年には、アメリカ内では、フェライト系生産量は全ステンレス鋼生産量のおよそ1/4の割合を占めていた。

### 高性能化・高純度化
1930年代ごろのフェライト系ステンレス鋼の欠点として、常温付近で延性-脆性遷移温度があり、衝撃脆性破壊の危険があった。これがフェライト系の製造と使用における障害となっていた。これに対して、1948年にフランスの研究者によって、そして1950年にアメリカの研究者によって、炭素含有量 0.01 % 未満、窒素含有量 0.005 % 未満といったような極小量まで低減すると常温域でも優れた衝撃強さを持つようになることが報告された。このような極低炭素・極低窒素のフェライト系ステンレス鋼を「高純度フェライト系ステンレス鋼」と現在では呼ぶ。しかし当時の技術では、このような極低炭素・極低窒素の鋼種を実験規模で製作することはできても、工業規模での生産はまだ不可能だった。
1960年代後半以降になると、電子ビーム溶解法（Electron Beam Melting）、真空誘導炉（Vacuum Iduction Furnace）、真空アーク再溶解法（Vacuum Arc Remelting）などによって高純度フェライト系ステンレス鋼の製造・研究がなされ、特許取得なども行われた。高純度フェライト系の最初期の製品として知られるのが、アメリカのエア・リダクション・カンパニーが製造した"E-Brite 26-1"である。製造方法は電子ビーム溶解法を利用し、基本成分はクロム 26 %・モリブデン 1 % で、炭素と窒素の合計量は 0.001 % 以下を実現できていた。高い靭性に加えて、塩化物環境でも発揮される優れた耐食性を持ち、化学プラントや食品産業で使われた。ただし、電子ビーム溶解法では高コストだったため、E-Brite 26-1はアレゲニー・ラドラム・コーポレーションにライセンスされ、真空誘導炉で生産された。
1967年、ドイツで真空中で溶鋼に酸素を吹き付ける真空酸素脱炭法（Vacuum Oxygen Decarburization）が発明される。真空酸素脱炭法では、炭素・窒素合計量 0.004 % 以下を実現できる。これによって極低炭素・極低窒素のステンレス鋼が効率よく製造できるようになり、高純度フェライト系の製造に実用されていった。炭素と窒素の含有量が低減されたフェライト系の耐食性・加工性・溶接性は大きく向上した。以後、高純度フェライト系の開発が進み、多くの鋼種が生まれることとなる。
ステンレス鋼の使用が広がる過程で、430系（AISI430やSUS430など）が唯一のフェライト系ステンレス鋼の選択肢として使われていた。430系では溶接性や耐食性が劣る面もあったことから、ステンレス鋼利用者にフェライト系ステンレス鋼はオーステナイト系ステンレス鋼よりも劣っているという印象を与え、利用者の一部に根付いてしまった。フェライト系がオーステナイト系よりも低価格であったことも手伝い、フェライト系は「安物」でありオーステナイト系は「高級品」であるという、合理的でない認識が広まったこともある。しかし、2006年頃にはニッケル取引価格の高騰が起き、ニッケルを主成分として含有しないフェライト系の利用が拡大した。現在の高純度フェライト系ステンレス鋼は耐食性や溶接性は改善され、その用途は広がっている。ステンレス鋼メーカーによって、オーステナイト系と同等以上の耐食性を持つフェライト系ステンレス鋼も開発されている。